# Люфтнер, Михаэль
Михаэль Люфтнер (чеш. Michael Lüftner; родился 14 марта 1994 года в городе Хабаржовице, Чехия) — чешский футболист, защитник клуба «Теплице».

## Клубная карьера
Люфтнер — воспитанник клуба «Теплице». 21 октября 2012 года в матче против «Градец-Кралове» он дебютировал за новую команду в Гамбринус лиге. 11 ноября в поединке против «Слована» Михаэль забил свой первый гол за «Теплице».
В начале 2017 года Михаэль перешёл в столичную «Славию». Сумма трансфера составила 550 тыс. евро. 18 февраля в матче против «Высочины» он дебютировал за новую команду. В своём дебютном сезоне Люфтнер стал чемпионом Чехии.
Летом того же года Михаэль перешёл в датский «Копенгаген». 15 июля в матче против «Ольборга» он дебютировал в датской Суперлиге. 18 марта 2018 года в поединке против «Силькеборга» Люфтнер забил свой первый гол за «Копенгаген».

## Международная карьера
В 2011 году в составе юношеской сборной Чехии Люфтнер принял участие в юношеского чемпионата Европы в Сербии. На турнире он сыграл в матчах против команд Румынии, Нидерландов и Германии.
В том же году Михаэль принял участие в юношеском чемпионате мира в Мексике. На турнире он сыграл в матчах против команд США, Новой Зеландии и Узбекистана.
В 2017 году в составе молодёжной сборной Чехии Люфтнер принял участие в молодёжном чемпионата Европы в Польше. На турнире он сыграл в матчах против команд Германии, Италии и Дании.
8 октября 2017 года дебютировал за главную сборную страны, в отборочном матче ЧМ-2018 против сборной Сан-Марино, выйдя на поле с первых минут и отыграв весь матч. Матч закончился победой чехов 5:0.

## Статистика выступлений за сборную
| Матчи Михаэля Люфтнера за сборную Чехии | Матчи Михаэля Люфтнера за сборную Чехии | Матчи Михаэля Люфтнера за сборную Чехии | Матчи Михаэля Люфтнера за сборную Чехии | Матчи Михаэля Люфтнера за сборную Чехии | Матчи Михаэля Люфтнера за сборную Чехии | Матчи Михаэля Люфтнера за сборную Чехии |
| --------------------------------------- | --------------------------------------- | --------------------------------------- | --------------------------------------- | --------------------------------------- | --------------------------------------- | --------------------------------------- |
| №                                       | Дата                                    | Оппонент                                | Счёт                                    | Голы                                    | Соревнование                            |                                         |
| 1                                       | 8 октября 2017                          | Сан-Марино                              | 5 : 0                                   | -                                       | Отборочный матч ЧМ-2018                 |                                         |

## Достижения
Командные
 «Славия» (Прага)
- Чемпионат Чехии по футболу — 2016/17

 «Копенгаген»
- Чемпионат Дании по футболу — 2018/19

 «Омония» (Никосия)
- Чемпионат Кипра по футболу — 2020/21